# Anadenobolus monilicornis
Espèce
Synonymes
- Spirobolus monilicornis von Porat, 1876 (protonyme)
- Rhinocricus monilicornis (von Porat, 1876)

Anadenobolus monilicornis est une espèce de mille-pattes diplopodes de la famille des Rhinocricidae.

## Description
Ce myriapode noir rayé de jaune peut mesurer de 2,5 à 10 centimètres de long. Les pattes sont rouges.

## Écologie et comportement

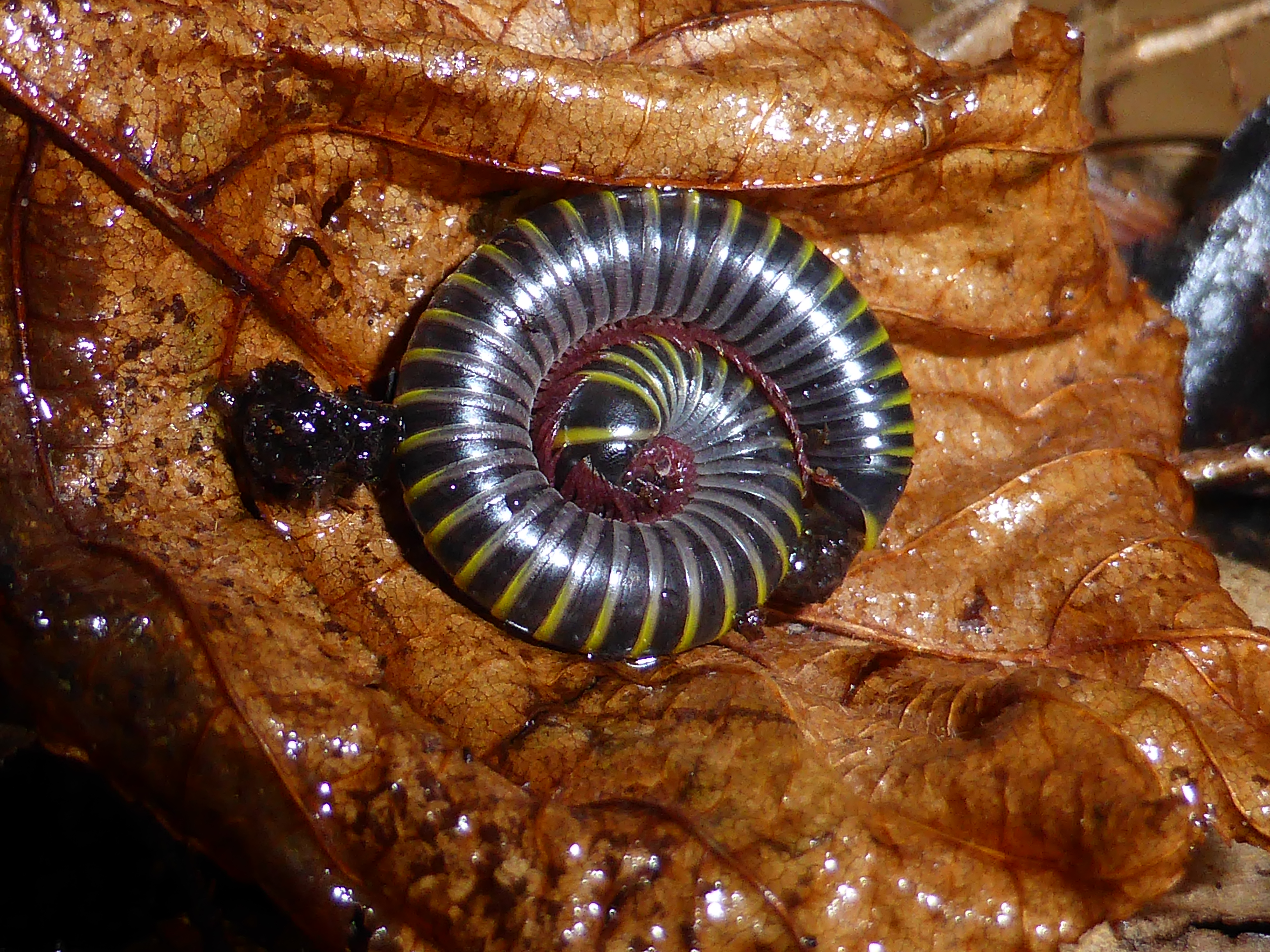
Un individu en position défensive.

Cette espèce peuple la litière. On a observé des singes au zoo de Miami-Dade et des quiscales écraser de ces animaux sur leurs poils ou sous leurs ailes : les sécrétions de ces mille-pattes repoussent les insectes.

## Distribution
Cette espèce est originaire de la Caraïbe, on la trouve au Brésil, au Suriname, au Guyana, sur la Barbade, en Trinité-et-Tobago (Port-d'Espagne), sur Saint-Martin, en Martinique, en Guadeloupe, à Porto Rico et à Haïti (Grand Rivière, Cap-Haïtien),.